# Andreas Maier (Handballspieler)
Andreas Maier (* 1. Mai 2001) ist ein deutscher Handballspieler.

## Karriere
Maier wechselte 2018 vom TV Altenstadt in die Jugend des deutschen Bundesligisten TVB 1898 Stuttgart. Mit der A-Jugend des TVB spielt er in der Jugend-Bundesliga. Für die erste Mannschaft des TVB bestritt Maier mit 18 Jahren am 29. August 2019 im Auswärtsspiel beim HC Erlangen sein Bundesligadebüt. Im Sommer 2020 pausierte er mit dem Handball für ein Jahr Work & Travel in Kanada. In der Saison 2021 spielte er für den TSV Alfdorf/Lorch in der Württembergliga. Seit 2022 spielt er für die TSB Gmünd in der Oberliga.